# João Villaret
João Henrique Pereira Villaret, OSE (Lisboa, 10 de mayo de 1913-Ib., 21 de enero de 1961) fue un actor portugués de cine y teatro. Participó en un total de once películas durante las décadas de 1930 y 1950. 
Su padre, Frederico Villaret, y su madre, Josefina Gouveia da Silva Pereira Villaret, vieron cómo su hijo desde pequeño mostraba una sensibilidad inusual por el arte, especialmente por la palabra y la interpretación. Su vocación artística fue descubierta desde muy joven, especialmente tras recitar fragmentos de Os Lusíadas en el Liceu Passos Manuel, donde llamó la atención de sus profesores y compañeros de clase.
Ingresó en 1928 en el Conservatorio Nacional de Teatro de Lisboa, formándose en representación dramática, graduándose con honores en julio de 1931.
Ese mismo año debutó profesionalmente en el Teatro Nacional D. Maria II con la obra Leonor Teles, interpretando al cronista Fernão Lopes. Su talento lo llevó a formar parte de la prestigiosa compañía de Amélia Rey Colaço, en la que trabajó durante más de una década. Allí se enfrentó a un repertorio exigente, que incluía tanto clásicos portugueses como universales: Shakespeare, Molière, Ibsen o Gil Vicente, y consolidó su nombre en la escena teatral portuguesa.
A partir de los años 40, Villaret comenzó también a explorar otro terreno muy popular en Portugal: la revista teatral. Participó en montajes como A Nossa Revista, Diz-se por Música y la emblemática Tá Bem ou Não Tá?. Fue en este último espectáculo, en 1947, donde creó y popularizó el “Fado Falado”, donde recitaba versos sobre melodía de fado, estableciendo su estilo inconfundible.
Villaret también tuvo una notable aunque breve carrera cinematográfica. Participó en películas como Bocage (1936), O Pai Tirano (1941), Inês de Castro (1944), Camões (1946), Três Espelhos (1947), Frei Luís de Sousa (1950) o O Primo Basílio (1959), entre otras.
A finales de los años 50, con la llegada de la televisión en Portugal, João Villaret encontró un nuevo medio para acercarse al público. En la RTP (Radio y Televisión de Portugal) tuvo su propio programa semanal en el que recitaba poesía acompañado al piano por su hermano Carlos Villaret. Sus recitales, tanto en Portugal como en Brasil y Argentina, lo convirtieron en un embajador de la literatura portuguesa, dando voz a autores como Camões, Fernando Pessoa, José Régio o Augusto Gil, entre muchos otros.
En reconocimiento a su inmenso aporte a la cultura nacional, fue condecorado el 2 de abril de 1960 con el título de Oficial de la Orden de Santiago de la Espada, una de las más altas distinciones otorgadas por el Estado portugués a figuras del arte y la ciencia.
El 21 de enero de 1961, a los 47 años, João Villaret falleció en Lisboa a consecuencia de una insuficiencia renal provocada por una nefritis crónica.
En su honor se fundó en 1964 el lisboeta Teatro Villaret, por parte de Raul Solnado. También llevan su nombre diversos centros educativos y calles de Portugal.

## Filmografía
- O Primo Basílio (1959)
- A Ceia dos Cardeais (1957)
- Esta Noite Choveu Prata (1957)
- A Garça e a Serpente (1952)
- Frei Luís de Sousa (1950)
- Três Espelhos (1947)
- Camões (1946)
- Inés de Castro (1944)
- Violino do João (1944)
- O Pai Tirano (1941)
- Bocage (1936)